# 黄昏 (広瀬香美の曲)
「黄昏」（たそがれ）は、日本の女性歌手、広瀬香美の21枚目のシングル。

## 解説
- 2001年9月21日にビクターエンタテインメントよりリリースされた。
- シングルとしては、初のノンタイアップとなった。

## 収録曲
作詞・作曲：広瀬香美
1. 黄昏 (5:43)
  - 編曲：h-wonder
2. easy (6:08)
  - 編曲：清水信之
3. 黄昏 [original karaoke] (5:41)

## 収録アルバム
- 広瀬香美 THE BEST Love Winters〜ballads (#1)
- SINGLE COLLECTION (#1)
- THE BEST "1992-2018" + "雪"Setlist Non-Stop Mix (#1)